# 140 PLM 4175 à 4194
Les 140 PLM 4 175 à 4 194, futures 140 D 1 à 20 sont des machines de type consolidation (disposition d’essieux 140) construites par la firme allemande Humboldt en 1912 pour la Compagnie des chemins de fer de Paris à Lyon et à la Méditerranée et utilisées ensuite par la SNCF. 
Elles furent conçues pour tracter des trains de marchandises dans de fortes rampes, notamment sur des lignes de montagnes. 
Ces machines étaient à simple expansion et surchauffe, l’objectif du PLM était de comparer trois formules. Le PLM choisit finalement la formule compound à vapeur saturée mais transformera ses locomotives avec un surchauffeur après la guerre. 
Entre 1924 et 1928, les vingt 140 D seront rééquipées avec quatre cylindres compound et une distribution simplifiée. 
En 1938, lors de la création de la SNCF, elles deviennent 5 - 140 D 1 à 20. 

## Histoire

### Genèse
Pour remplacer des séries anciennes qui assuraient la traction des trains de marchandises, la Compagnie des chemins de fer de Paris à Lyon et à la Méditerranée entama la mise au point de trois séries qui tenaient compte des derniers progrès en matière de construction de locomotives et partageaient en commun leurs dimensions, leur chaudière à foyer Belpaire et le diamètre de leurs roues et un bissel à balancier Zara.
- les 140 PLM 4 295 à 4 499, futures 140 B 1 à 205, des locomotives compound à vapeur saturée construites de 1909 à 1912
- les 140 PLM 4 271 à 4 290, futures 140 C 1 à 20, des locomotives compound munies de la surchauffe construites entre 1911 et 1913
- les 140 PLM 4 175 à 4 194, futures 140 D 1 à 20, à quatre cylindres simple expansion et surchauffe construites entre 1912 et 1913

### Essai de la simple expansion sur le PLM
Bien que favorables au compoundage depuis plusieurs années, le PLM, au vu des résultats impressionnants de la surchauffe qui permettait des économies substantielles de combustible, y compris sur des locomotives à simple expansion, décida de tester la surchauffe en commandant deux séries de 20 locomotives.
Le but des 140 4 175 à 4 194 était de voir si le PLM pouvait se passer de la complexité du système compound et des chaudières à hautes timbre élevé en construisant des locomotives moins chères, plus simples à construire et à entretenir.
Toute la série fut commandée à un seul constructeur, la firme allemande Humboldt en 1912.
Elles avaient un surchauffeur Schmidt à 24 éléments, un timbre de 12 atmosphères et une chaudière à foyer Belpaire très proche de celle des autres consolidation du PLM.

### Transformation
Le résultat des essais ne suffit pas à persuader le PLM de généraliser l’emploi de la surchauffe dans le domaine des marchandises. La surchauffe n’y étant pas jugée suffisamment intéressante et la simple expansion générant une consommation supplémentaire sans l’installation d’un surchauffeur, celui-ci commandera 100, puis 113 autres locomotives, très proches des 140 B mais avec des roues plus grandes et un nouveau bissel : les 140 E PLM.
Quant aux 20 locomotives à simple expansion qui devinrent les 140 D 1 à 20 en 1924, elles furent transformées en locomotives Compound entre 1924 et 1928. Conservant leur surchauffeur à 24 éléments, elles virent leur timbre porté à 16 atmosphères au lieu de 12 et reçurent une distribution simplifiée.
Il faut d’ailleurs noter que les 140 B et 140 E seront ultérieurement dotées de la surchauffe dans les années 1920.

## Carrière à la SNCF
Elles seront renumérotées par la SNCF 5-140 D 1 à 20.
Ces machines seront réformées entre 1948 et 1951.

## Caractéristiques (après transformation en compound)
Longueur : 12,50 m
Poids à vide: 65,7 t
Poids en charge: 72,13 t
Timbre: 16 kg
Foyer Belpaire
Surface de grille : 3,08 m2
Surface de surchauffe : 42,96 m2
Surface de chauffe(chaudière): 176,14 m2
Diamètre des roues (motrices): 1 500 mm
Diamètre des roues (porteuses): 1 000 mm
Dimensions des cylindres extérieurs, alésage x course: 470 x 650 mm
Dimensions des cylindres intérieurs, alésage x course: 600 x 650 mm
Vitesse maximum: 85 km/h